# Hollywood, Los Angeles
Hollywood là một khu của thành phố Los Angeles, California, Hoa Kỳ, nằm về phía tây bắc của thành phố này. Được biết đến như một trung tâm lịch sử điện ảnh, Hollywood đại diện cho ngành giải trí và điện ảnh của Hoa Kỳ. Ngày nay, những ngành phục vụ cho công nghiệp điện ảnh của nước này cũng được mở rộng ra những vùng lân cận như Burbank và Westside, nhưng những ngành quan trọng như biên tập, kỹ xảo, hậu sản xuất và ánh sáng trong phim ảnh vẫn được duy trì tại Hollywood.

## Lịch sử
Trong thập niên 1880, Henderson Wilcox, một người Mỹ ở Kansas bị liệt hai chân do một cơn sốt thương hàn, đã cùng với vợ mình là bà Daeida quyết định chuyển nhà từ Topeka đến Los Angeles. Vào năm 1886, Wilcox mua 0,6 km² đất ở vùng nông thôn phía tây thành phố trên dãy núi Passe de Cahuenga. Chính Daeida Wilcox là người đã chọn tên cho vùng đất mà họ sở hữu, Hollywood. Cái tên mà bà tham khảo từ một vùng đất của những người di dân Đức mà bà từng có dịp đến thăm ở Ohio trong chuyến đi xuyên miền Đông. Cách phát âm của cái tên làm bà hài lòng và bà còn gọi đó là the ranch.
Một thời gian sau, Harvey Wilcox bắt tay vào vẽ bản đồ của thành phố và nhận được sự phê chuẩn của chính quyền vào ngày 1 tháng 2 năm 1887. Đây cũng là lần đầu tiên cái tên Hollywood xuất hiện một cách chính thức. Cùng với vợ mình cũng là người cố vấn, Harvey Wilcox đã vẽ nên Prospect Avenue (ngày nay là Hollywood Boulevard) như con đường chính của thành phố. Và cũng bắt đầu tiến hành bán đất theo lô. Cũng trong thời gian này Daeida đã cho lấp các vực nước sâu trong thành phố để xây dựng hai nhà thờ, một trường học và một thư viện. Những người nhà Wilcox cũng đã mang đến một số cây nhựa ruồi Anh (English holly) để trồng nhằm tạo sự hợp lý cho tên của thành phố nhưng do khác biệt khí hậu mà giống cây này đã không thể nào sống được và dự án này đành bở dở.
Vào năm 1900, Hollywood đã có thêm một bưu điện, tờ báo của riêng mình, một khách sạn và hai chợ nhằm phục vụ cho một cộng đồng gần 500 người. Los Angeles, trong thời gian này có dân số khoảng 100.000 người nằm cách Hollywood 11 km về phía Đông. Và hai thành phố này bị chia cắt bởi những cultures d'agrumes. Chỉ có một đường tàu điện duy nhất đi từ Prospect Avenue đến Los Angeles nhưng sự phục vụ lại không ổn định và kéo dài đến 2 tiếng đồng hồ. Chính tình hình này dẫn đến nhiều sự chuyển đổi theo hướng tốt đẹp hơn về sau.

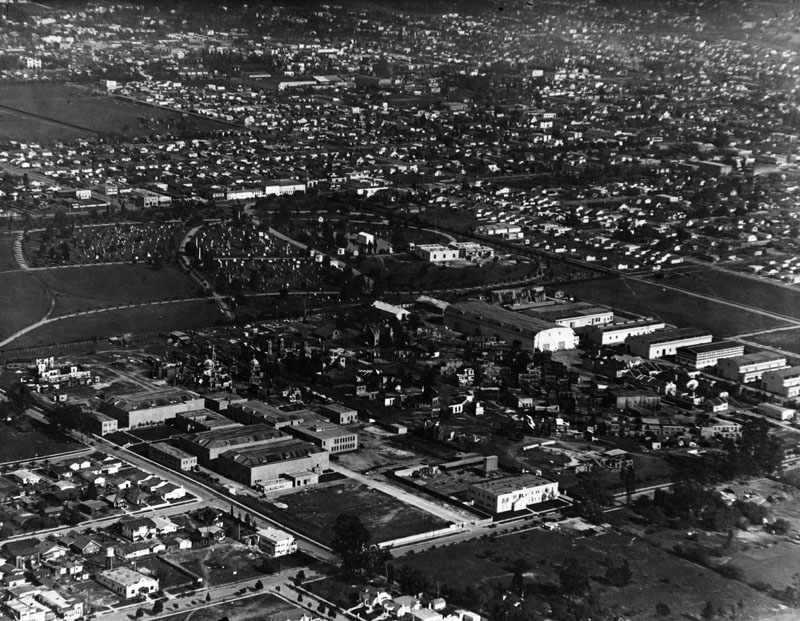
Năm 1922

Năm 1902, chứng kiến sự ra đời của khách sạn nổi tiếng Hollywood Hotel ở cạnh phía Tây Highland Avenue và đối diện Prospect Avenue. Con đường này vào lúc này rất dơ bẩn và không có cả gạch lát nhưng về sau đã cải thiện để xe cộ có thể di chuyển được. Vào những năm tiếp theo dân số thành phố ngày càng đông hơn. Vào năm 1904, cùng với sự xuất hiện của đường tàu điện mới đã cải thiện đáng kể thời gian di chuyển từ Los Angeles đến Hollywood. Và cũng chính trong lúc này cái tên the Hollywood Boulevard đã xuất hiện và nhanh chóng trở thành phổ biến để chỉ Prospect Avenue và đoạn nối liền ở Los Angeles. Và vào năm 1910, các uỷ viên của hội đồng thành phố đã bỏ phiếu cho việc sáp nhập Hollywood vào Los Angeles với mục đích chính là có thể tận dụng sự tiếp tế nước sạch cho thành phố. Chính việc này dẫn đến việc hình thành hệ thống dẫn nước Los Angeles. Và một trong những nguyên nhân khác của việc bỏ phiếu là để tiến tới tiếp xúc với hệ thống cống ngầm của Los Angeles. Chính việc sáp nhập này đã làm Prospect Avenue được đổi tên thành Hollywood Boulevard và hàng loạt nhà cũng phải thay đổi số theo.